# Gumpenkarspitze (Karwendel)
Die Gumpenkarspitze ist ein 2019 m ü. NHN hoher Berg in der Soierngruppe im Karwendel in den Bayerischen Alpen.
Der Gipfel ist auf einer Trittsicherheit erfordernden einsamen Bergtour von der Oswaldhütte (844 m ü. A.) im Rißtal über Galgenstangenkopf (1806 m ü. NHN), Fermerskopf (1851 m ü. NHN) und Baierkarspitze und Krapfenkarspitze oder vom Soiernhaus zu erreichen. 